# Transmisja równoległa
Transmisja równoległa – rodzaj cyfrowej transmisji danych, w której dane są przesyłane jednocześnie kilkoma przewodami, z których każdy przenosi jeden bit informacji. Typowym przykładem jest port LPT, powszechnie używany do niedawna do podłączania drukarki.